# Ip, Sălaj
Ip (în maghiară Ipp) este satul de reședință al comunei cu același nume din județul Sălaj, Transilvania, România.

## Demografie
Conform datelor recensământului din 1930 localitatea număra 2.014 locuitori, dintre care 898 reformați, 549 romano-catolici, 390 greco-catolici, 113 baptiști, 58 mozaici, 4 ortodocși și 2 de alte religii.

## Masacrul de la Ip
Aici au avut loc în toamna anului 1940 Masacrul din Ip, comis de trupele horthyste, masacru soldat cu 157 de morți. Victimele masacrului de la Ip se află înmormântate în Cimitirul Eroilor, creat în același an, în memoria lor.